# واروارینو
واروارینو (انگلیسی: Varvarino) یک شهرک در شهرستان ملئوزوفسکی استان باشقیرستان کشور روسیه است.